# Július
Július az év hetedik hónapja a Gergely-naptárban, és 31 napos. A római naptárban kezdetben ez az ötödik hónap volt. Ennek megfelelően latinul eredetileg Quintilis („ötös”) volt a hónap neve, csak később Julius Caesarról nevezték át júliusra. A 18. századi nyelvújítók szerint a július: kalászonos.  A népi kalendárium Szent Jakab havának nevezi. 
A július az északi félgömbön általában a legmelegebb hónap. A legmelegebb júliusi átlaghőmérséklet 2017-ben 41,9 °C volt, majd ez 2018 júliusában megdőlt, mert ekkor 42,28 °C volt az átlaghőmérséklet, mindkettő alkalommal a kaliforniai Halál-völgyben. Ez egyúttal a valaha mért legmagasabb havi átlaghőmérséklet rekordja is.
2024-ben a hónap magyarországi középhőmérséklete 24,53 fokot ért el, ez volt eddig a valaha mért legmelegebb július Magyarországon.

## Július eseményei
- július 1.: 
  - A magyar egészségügy napja

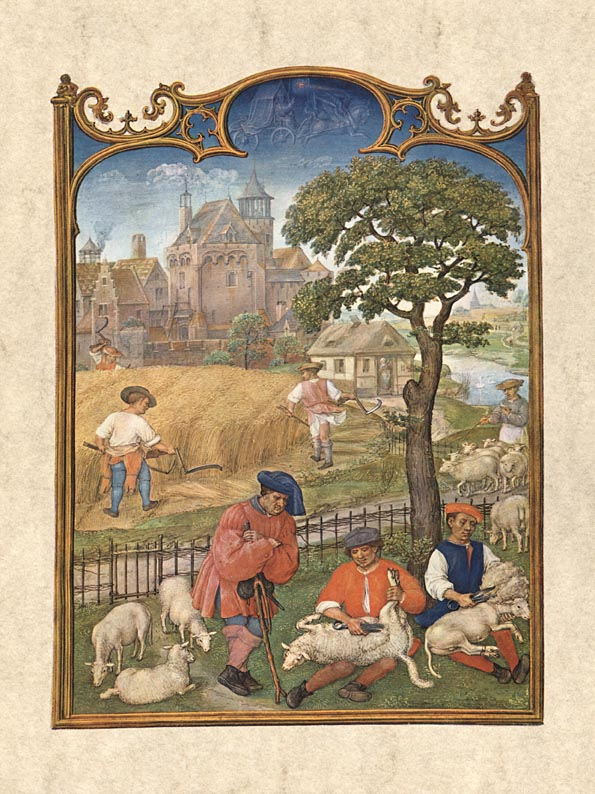
Július a Grimani Breviáriumban

  - A köztisztviselők és kormánytisztviselők napja Magyarországon
  - Burundi: a függetlenség napja
  - Kanada: Kanada napja
  - Ruanda: a függetlenség napja
  - Kína: a kommunista párt megalakulása
  - Suriname: A szabadság napja
  - Ghána: a köztársaság napja
- július 2.: 
  - Sportújságírók napja
  - Sarlós Boldogasszony ünnepe
  - Curaçao: a zászló napja
  - Feröer: nemzeti emléknap
- július 3.:
  - Argentína: Gyermeknap
  - Fehéroroszország: A Függetlenség napja
- július 4.:
  - Tonga: az uralkodó születésnapja
  - Amerikai Egyesült Államok: a függetlenség napja.
  - Norvégia: Sonja királynő születésnapja
- július 5.: 
  - Venezuela: a függetlenség napja
  - Zöld-foki Köztársaság: a függetlenség napja
  - Szlovákia: Szent Cirill és Metód napja, állami ünnep
- július 6.: 
  - A csók világnapja.
  - Comore-szigetek: a függetlenség napja
  - Malawi: a köztársaság kikiáltása
- július 7.: 
  - A csokoládé világnapja 2009 óta
  - Salamon-szigetek: a függetlenség napja
  - Jemen: a győzelem napja
- július 8.: 
  - A Magyar Wikipédia napja (a Wikipédia magyar változata új verziójú programmal hu.wikipedia.org címen 2003. július 8-án történt elindításának emlékére)
- július 9.: 
  - Argentína: a függetlenség napja
  - Palau: alkotmány napja
- július 10.:
  - Bahama-szigetek: a függetlenség napja
- július 11.:
  - Népesedési világnap
  - Szent Benedek napja
  - Mongólia: a forradalom győzelmének évfordulója, a Nádam (Наадам) fesztivál kezdőnapja.
- július 12.:
  - São Tomé és Príncipe: a függetlenség napja
  - Mikronézia: Mikronézia napja
  - Kiribati : a függetlenség napja
- július 13.:
  - Montenegró: a szabadság napja
- július 14.: 
  - Franciaország: a Bastille bevételének napja
- július 15.: 
  - 2000 óta a bíróságok napja Magyarországon (1869-ben ezen a napon hirdették ki a bírói hatalom gyakorlásáról szóló törvényt).
  - Brunei: a szultán születésnapja
  - Egyesült Királyság: az alkotmány napja
- július 16.: 
  - Peru: ünnepnap (Virgen del Carmen)
- július 17.:
  - Irak: a július 17-ei forradalom évfordulója (Jelenleg bizonytalan ünnep)
  - Lesotho: III. Letsie király születésnapja (1963)
  - Észak-Korea: az alkotmány napja
- július 18.: 
  - Uruguay: az alkotmány napja, 1830
  - Nemzetközi kaviár nap.
- július 19.:
  - Kiribati: a függetlenség napja
  - Nicaragua: a szabadság napja
- július 20.: 
  - A Hold napja annak emlékére, hogy az Apollo-program keretében az Apollo–11 legénységének két tagja, Neil Armstrong és Edwin Aldrin 1969-ben ezen a napon léptek a Holdra.
  - Kolumbia: a függetlenség napja
  - Szváziföld: a király (II. Sobhuza) születésnapja
- július 21.: 
  - Belgium: A Belga Királyság nemzeti ünnepe – I. Lipót, Belgium első királya trónra lépésének napja (1831).
- július 22.: 
  - A nándorfehérvári diadal emléknapja.[1]
  - A Pi szám nem hivatalos napja (Pi Approximation Day), mivel 22/7 = 3,14
  - Gambia: a felszabadulás napja
- július 23.: 
  - Egyiptom: a forradalom évfordulója 1952
  - Abházia: a függetlenség napja és a zászló napja 1992
  - Indonézia: nemzeti gyereknap
- július 24.:
  - Ecuador, Venezuela: Simón Bolívar napja
  - Vanuatu: a gyermekek napja
- július 25.: 
  - Tunézia: a köztársaság napja
  - Burundi: a 7. köztársaság kikiáltásának napja
  - Puerto Rico: az alkotmány napja
  - Kuba A Moncada laktanya megtámadása évfordulójának ünnepe (1953). 25-én kezdődő három napos fesztivál.
- július 26.: 
  - Maldív-szigetek: a függetlenség napja
  - Libéria: a függetlenség napja
  - Kuba A Moncada laktanya megtámadása évfordulójának ünnepe (1953). 25-én kezdődő három napos fesztivál.
- július 27.: 
  - Kuba: a forradalom napja. 25-én kezdődő három napos fesztivál.
  - Észak-Korea: a győzelem napja
- július 28.:
  - Peru: a függetlenség kikiáltásának napja
  - Feröer: Ólavsøka előestéje, félnapos (délutáni) munkaszünet, nemzeti ünnep (Szent Olaf napja).
- július 29.:
  - Dominikai Köztársaság: apák napja
  - Peru: a függetlenség kikiáltásának napja
  - Feröer: nemzeti ünnep (Ólavsøka), Szent Olaf ünnepe.
- július 30.:
  - Vanuatu: a függetlenség napja
- július 31.:
  - Angola: a fegyveres erők napja
  - Kína: a népi felszabadító hadsereg napja
- július első szombatja: Nemzetközi szövetkezeti nap
- július 2. szombatja: Vasutasnap
- július 3. vasárnapja: Búcsú Törökbálinton
- július utolsó péntekje: Rendszergazdák világnapja.
- július utolsó  szombatja: A balatoni halak napja 2004 óta.
- július harmadik hétfője: Japánban A tenger napja (Umi-no-hi)
- Július 11-hez  legközelebb eső vasárnap: Nemzeti Emlékezés napja Írországban (angolul: National Day of Commemoration)

## Érdekességek
- A horoszkóp csillagjegyei közül az alábbiak esnek a július hónapba:
  - Rák (június 21-július 22.) és
  - Oroszlán (július 23-augusztus 22.).
- Július folyamán a Nap az állatöv csillagképei közül az Ikrek csillagképből a Rák csillagképbe lép.
- Minden évben a július a hét ugyanazon napjával kezdődik, mint az adott év áprilisa, szökőévekben pedig mint a január.